# アルマイト

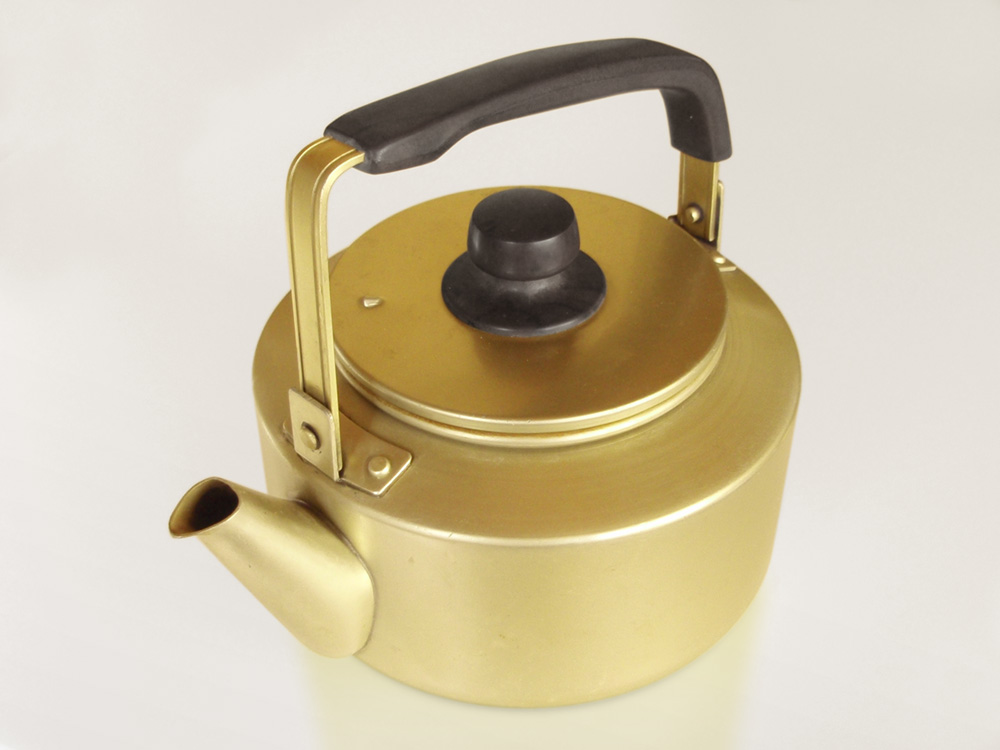
アルマイト処理をしたアルミニウム製やかん

アルマイト（英: alumite or anodize、almite）は、アルミニウム表面に陽極酸化皮膜を作る表面処理である。人工的にアルミニウム表面に分厚い酸化アルミニウム被膜を作ることにより、アルミニウムの耐食性・耐摩耗性の向上、および装飾その他の機能の付加を目的として行われる。

## 概要
1923年（大正12年）に理化学研究所の鯨井恒太郎、植木栄らが発明し、特許を取得したアルミニウムの蓚酸法陽極酸化皮膜を、それを引き継いだ理化学研究所の宮田聡が「アルマイト」と命名したのが由来である。当時は登録商標（商品名）であり、理化学研究所で開発された方法により生成された蓚酸法陽極酸化皮膜のみに限定されていたが、現在は「アルミニウムの陽極酸化皮膜」の総称として使用されている（商標の普通名称化）。
陽極酸化とは、対象となる材料の表面を陽極として、主に強酸中で電解によりバルブ金属の表面を酸化させる処理を指す。アルマイトはアルミニウムの代表的な表面処理方法である。日本工業規格としてはJIS H8601「アルミニウム及びアルミニウム合金の陽極酸化皮膜」（ISO7599対応）、JIS H8603「アルミニウム及びアルミニウム合金の硬質陽極酸化皮膜」（ISO10074対応）及びJIS H0202「アルミニウム表面処理用語」（ISO7583対応）がある。
英語での陽極酸化は anodizing、陽極酸化皮膜は anodic oxide coatingsというが、正式には「anodic oxidation coatings on aluminum」である。

## 技術
希硫酸やシュウ酸（蓚酸）などを処理浴に用いて、アルミニウムを陽極として電気分解することにより、アルミニウムの表面を電気化学的に酸化させ、酸化アルミニウムAl2O3（アルミナとも言う）の皮膜を生成させる。

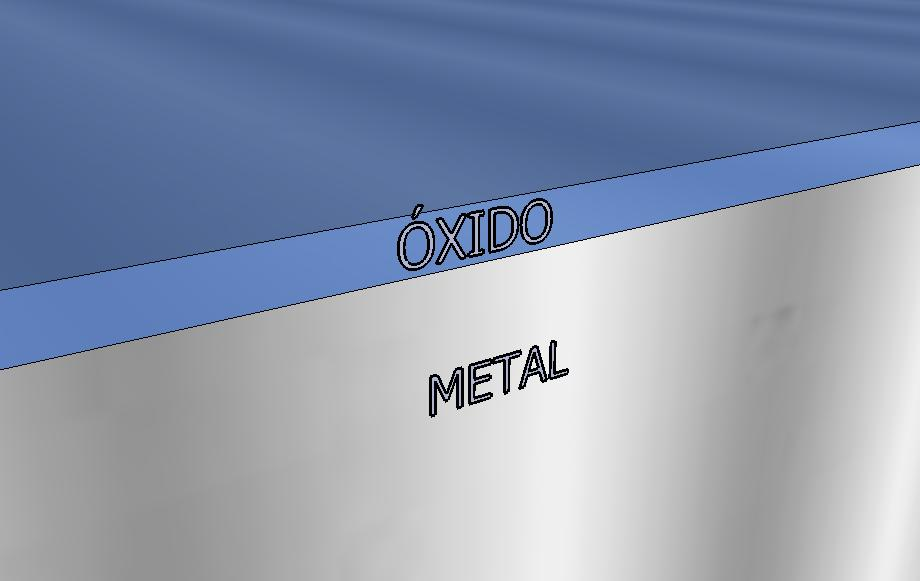
バリヤー皮膜断面の図解

ホウ酸など、酸化アルミニウムの溶解力の低い酸を用いてバリヤー皮膜と言う数十nm〜数百nmの薄い酸化層を形成する技法もあるが、蜂の巣状の孔を有した層（ポーラス層という）を作って数μmから数十μmの多孔質皮膜を形成した後、沸騰水または酢酸ニッケルなどの高温水溶液、加圧水蒸気により水和する事でβアルミナ化し、孔壁を水和膨張させて孔を封じ（封孔処理という）、耐食性を向上させる技法が一般的に用いられている。
この多孔質層（ポーラス層）の孔は陽極酸化処理時に電気の通り道が最終的に残った物である。封孔処理には、化学反応による不活性化、高分子などにより孔を埋めるような技法もある。

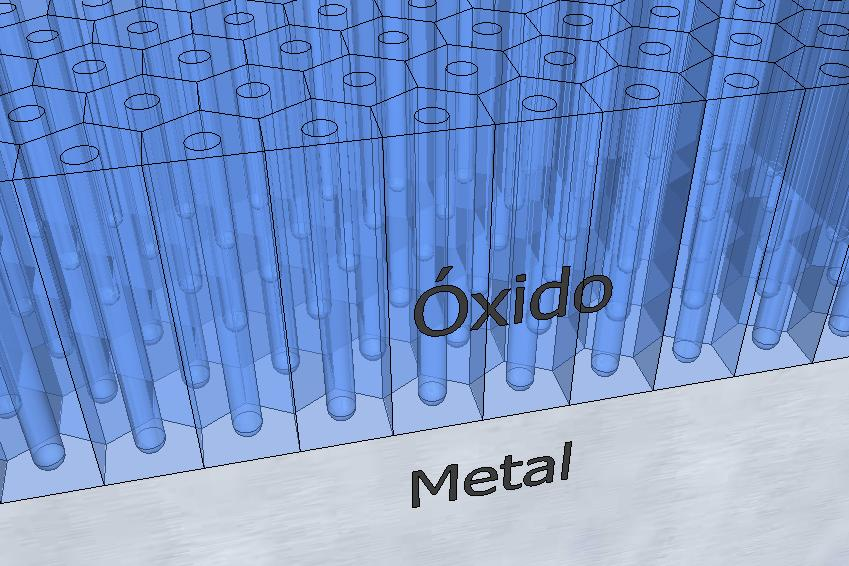
多孔質層の図解

多孔質皮膜の特性を利用して、ポーラス層（多孔質層）に金属塩や有機染料などを吸着させて着色することも可能である。また、ポーラス層内に電気化学的に金属などを析出させて着色する二次電解、三次電解と言うカラーアルマイトもある。アルミサッシなど腐食環境で使用される部材においては、一般的に封孔処理しない状態で電着塗装を施した「陽極酸化塗装複合皮膜」（JIS H8602参照）が用いられている。密着性向上の為に未封孔で処理した多孔質皮膜は塗装後も大気中の湿気と反応して封孔が進む事が確認されている。ただし塗装の密着性は維持される。着色と同様にポーラスに固体潤滑剤（PTFEや二硫化モリブデンなど）を含浸や析出させることで、潤滑性、耐摩耗性その他の性能を付加することもできる。
アルマイトの電解液には現在、硫酸を用いるのが主流であるが、蓚酸などの有機酸やクロム酸、リン酸などが使われることもある。ホウ酸浴などで作る比較的厚いバリヤー皮膜は絶縁被膜としてコンデンサーなどに利用される例がある。特別な処理条件により得られた硬く厚い皮膜は「硬質アルマイト」と呼ばれる（JIS H8603「アルミニウム及びアルミニウム合金の硬質陽極酸化皮膜」に規定されている）。

## 利用

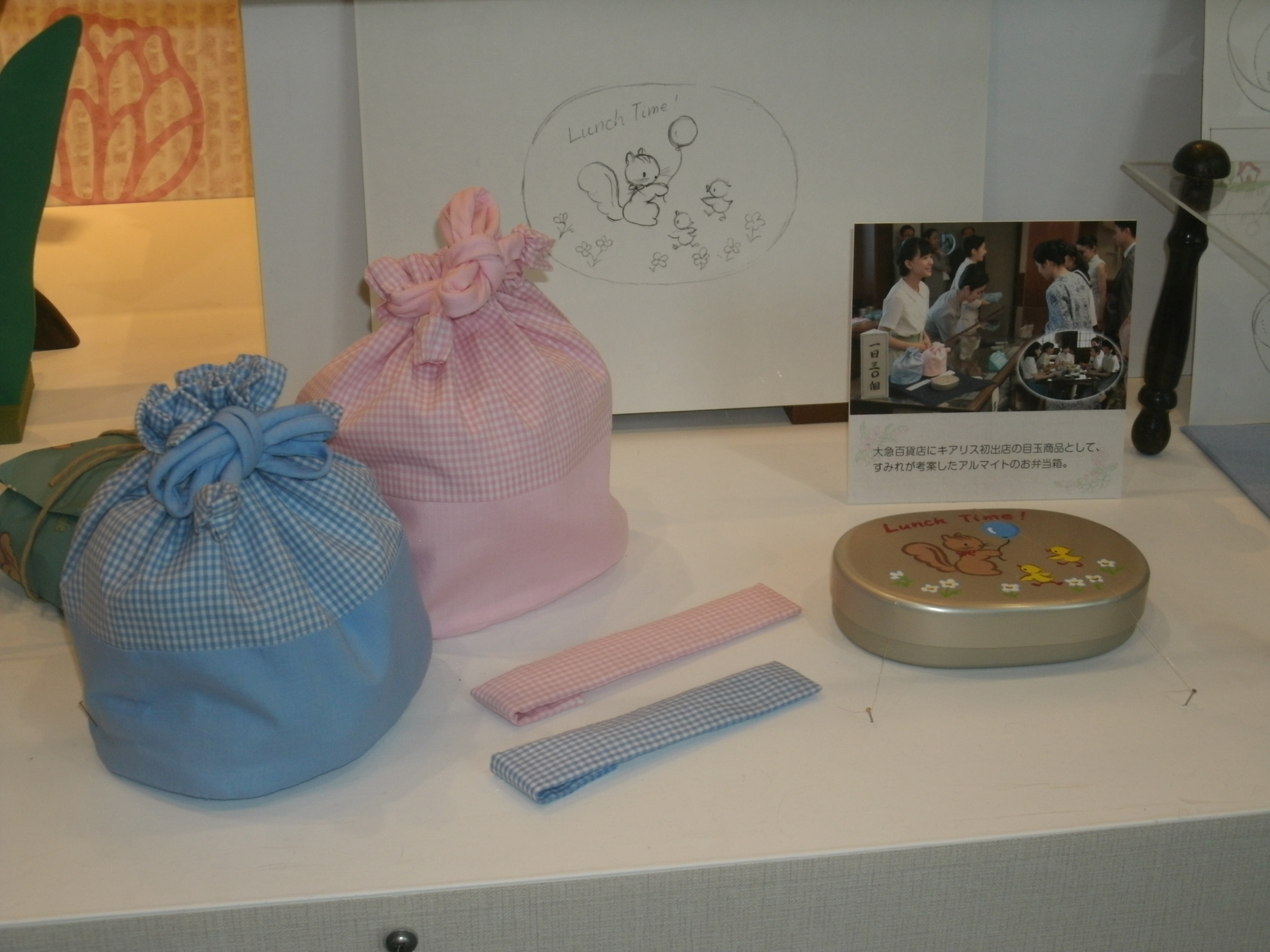
アルマイト処理されたアルミニウム製弁当箱

アルマイトを利用した家庭用製品には弁当箱、やかん、鍋などがある。また、戦後まもなくの1951年（昭和26年）にアルマイト製の食器が学校指定食器に指定されたことで学校給食の食器としてもアルマイトが用いられるようになった。非常に軽く児童の持ち運びにも適していたほか、頑丈であったためその後も長く学校給食で用いられてきた。しかし、熱い料理を入れると熱さで持てなくなることから次第に陶器やプラスチックに置き換わっていった。
アルマイトを作る際に高純度なアルミニウムにシュウ酸を使うと黄金色の酸化被膜、硫酸を使うと無色の酸化被膜ができ、現在では処理が低コストででき染色がしやすい硫酸法が主流だが、日本では1924（大正13）年に開発されてから1934（昭和9）年にアルマイトより先行してあったクロム酸による被膜への着色技術ができるまではシュウ酸の自然発色のものしかなかった（外国では1925年にイギリスで陽酸化被膜を染色溶液に浸漬して全面着色の特許が取られている）、このため当初はアルマイトと言うと「金色の金属」というイメージがあった、シュウ酸法での着色原因については諸説あるが意図的に染料を入れたものとは異なる。
またアルマイト被膜を封孔処理せずに塗装することで、非常に強い塗装の密着性を示す。これを利用して多くのフライパンにフッ素樹脂コーティングが施されている。
そのほか、アルミニウム製の建材、鉄道車両や航空機の内装品、自動車部品、光学部品、半導体部品、各種のネームプレートや化粧板などに、アルマイトが幅広く用いられている。

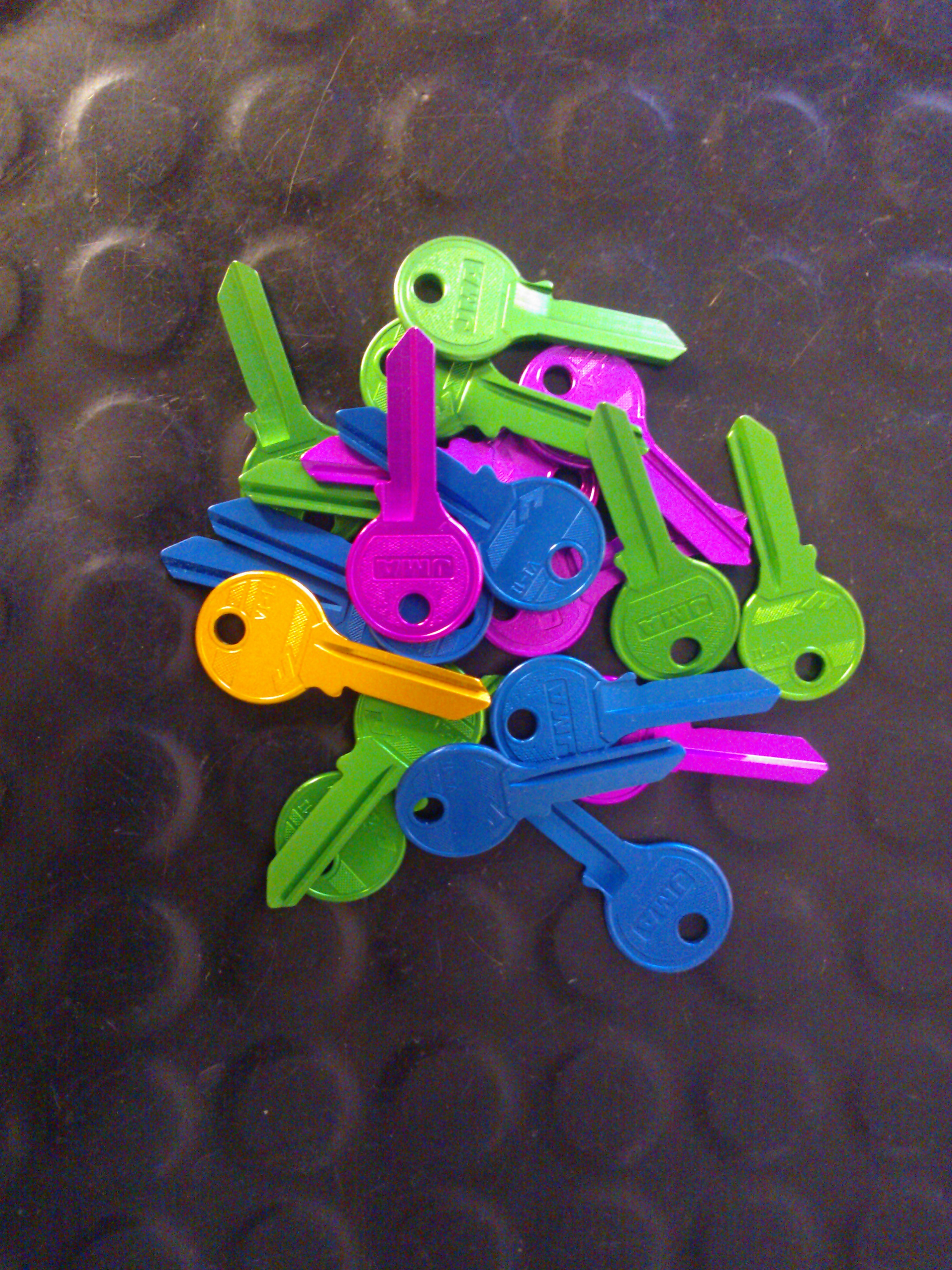
鍵
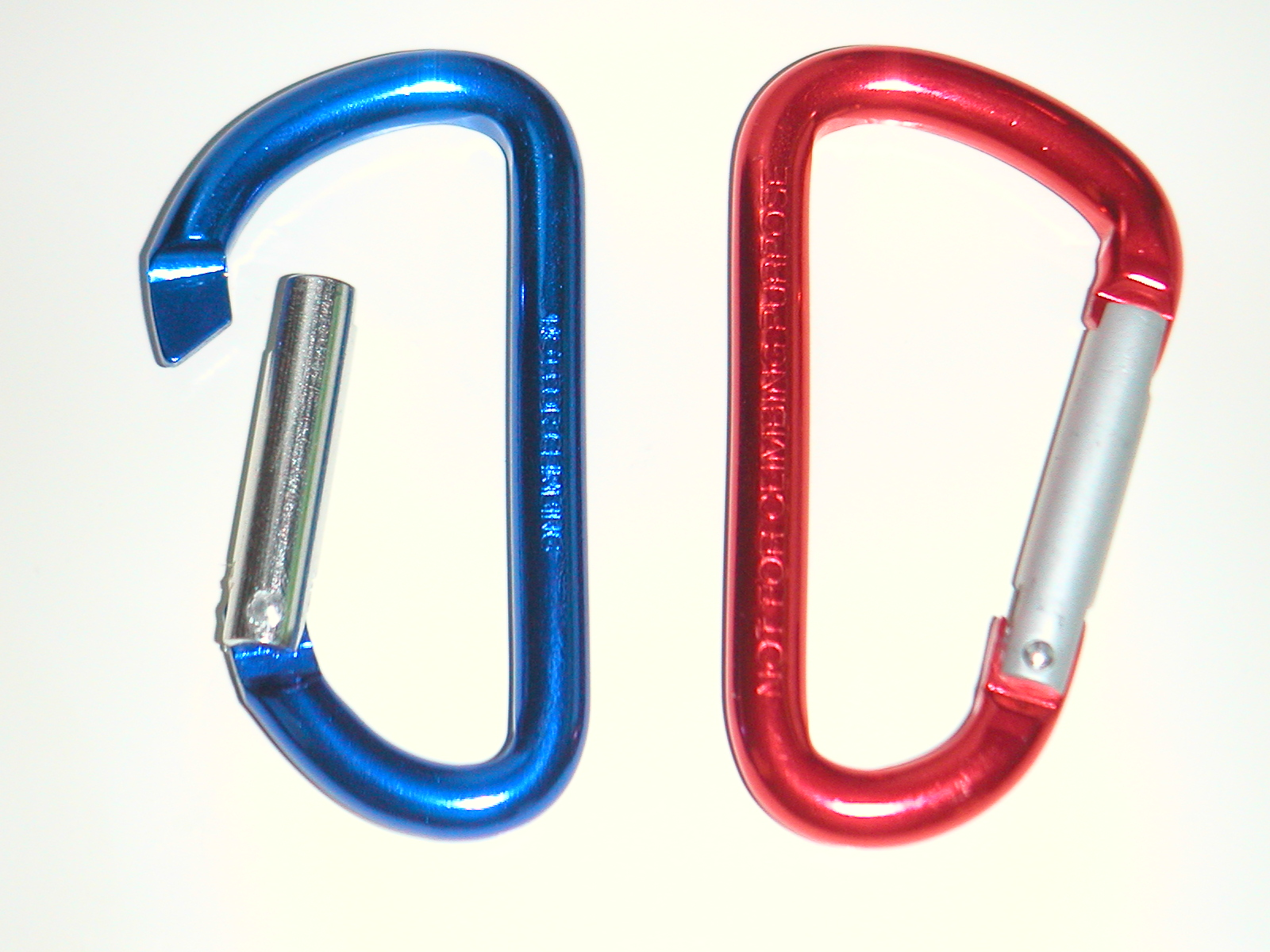
カラビナ
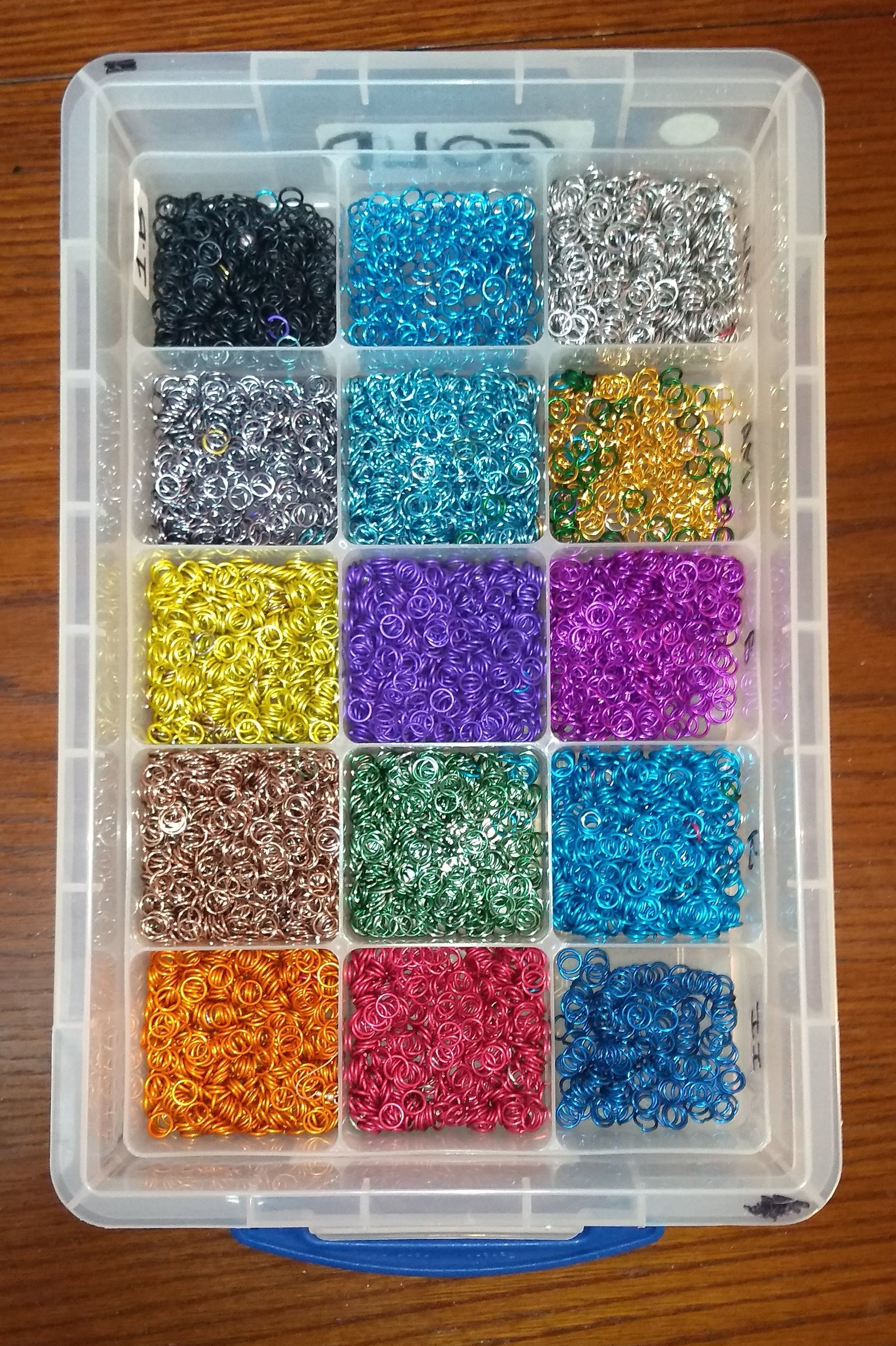
丸カン
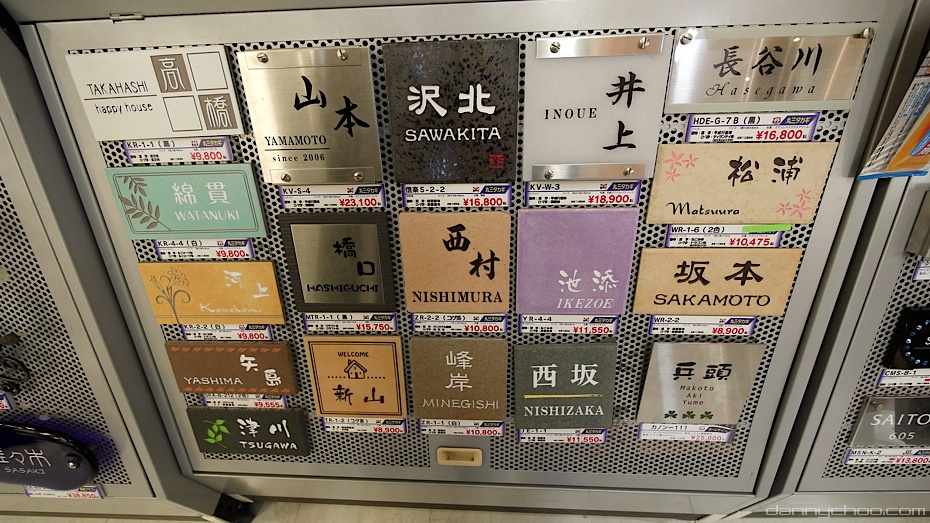
ネームプレート（表札）
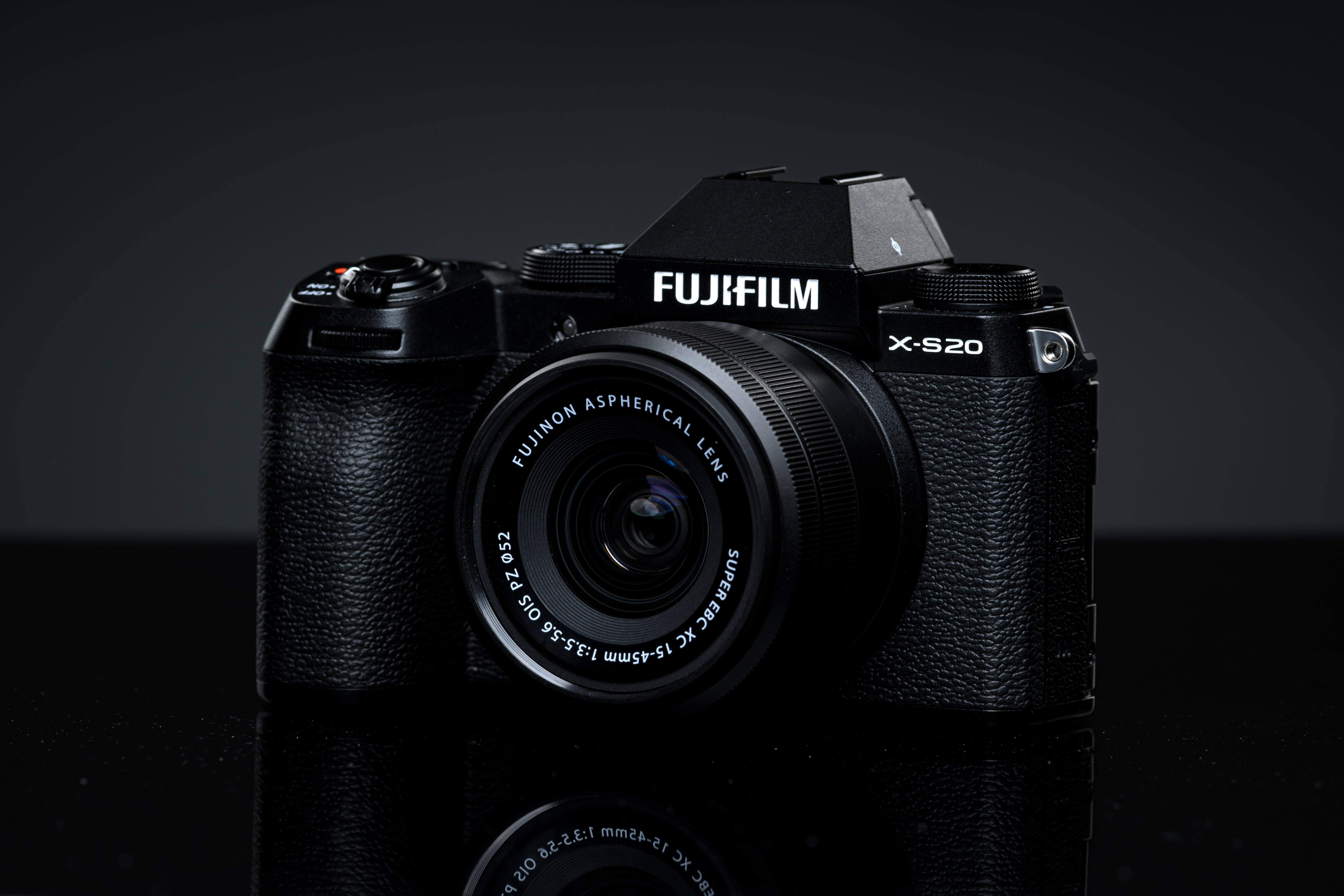
富士フイルムのデジタルカメラ
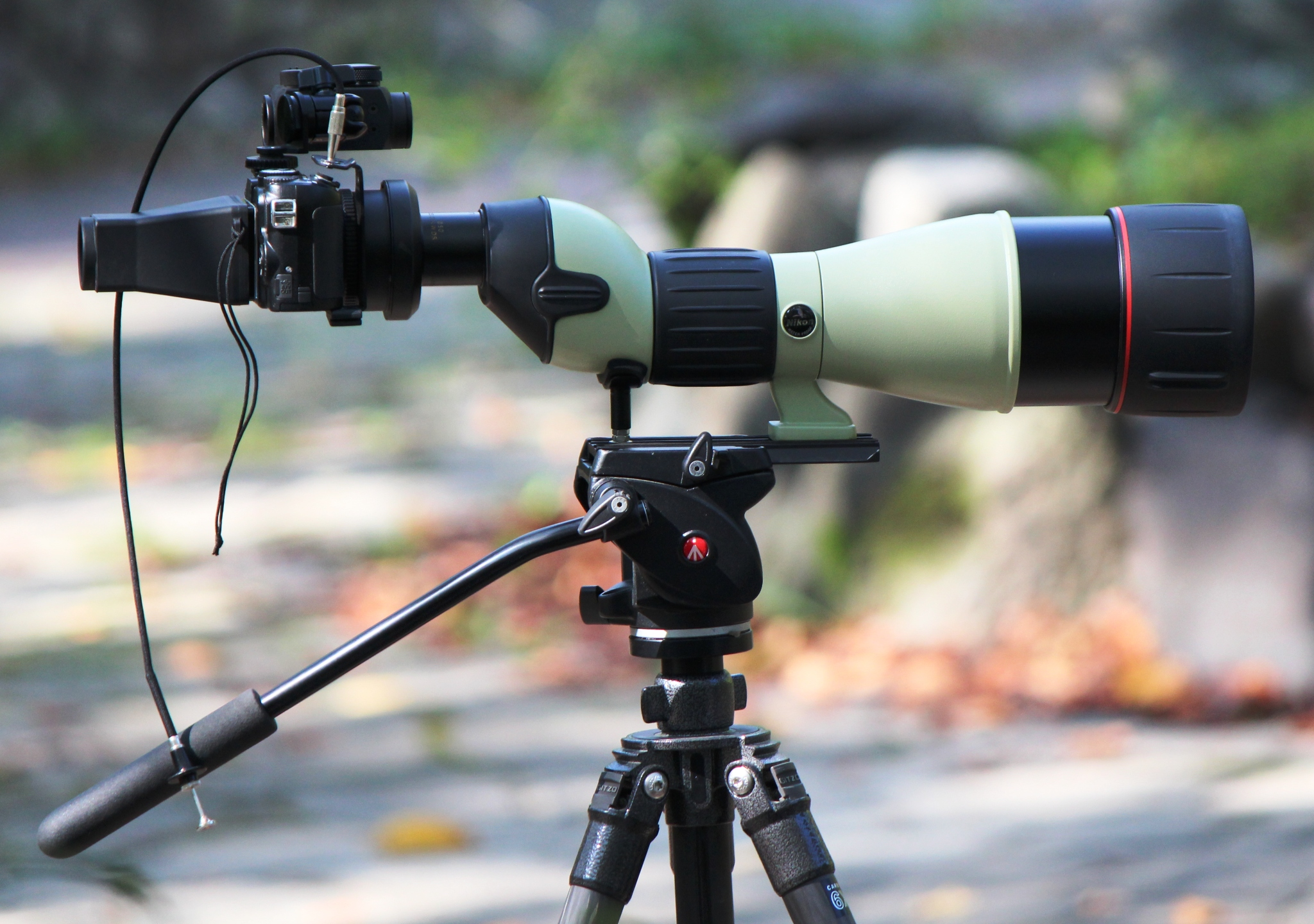
ニコンのフィールドスコープ（望遠鏡）

酸化アルミニウムは非常に硬質であり耐久性に優れるが、強酸や強アルカリに対しては溶解したり腐食する場合がある。また、アルミニウムはイオン化傾向が高い金属であるため安定な酸化物であるとしても、海水や醤油（食塩などの電解質）に曝される場合、または、鉄や銅などの金属に湿潤状態で接触すると腐食しやすい。